# Banksia ashbyi
Banksia ashbyi là một loài thực vật có hoa trong họ Quắn hoa. Loài này được Baker f. miêu tả khoa học đầu tiên năm 1934.